# Mikael Rosén
Mikael Rosén est un footballeur suédois, né le 15 août 1974 à Fågelsta en Suède. Il évoluait comme arrière droit.

## Sélection
- Suède : 3 sélections
- Première sélection le 29 janvier 1998 : Jamaïque - Suède (0-0)
- Dernière sélection le 12 février 2003 : Tunisie - Suède (1-0)

Mikael Rosén obtient sa première sélection en janvier 1998 en tant que titulaire contre la Jamaïque lors de la tournée annuelle. Il obtient sa seconde cape le 27 mai 1999 en tant que remplaçant, toujours contre la Jamaïque.
Il n'est ensuite rappelé qu'en 2003, il est en effet titulaire contre la Tunisie le 12 février 2003.

## Palmarès
Halmstads BK
- Champion de Suède (2) : 1997, 2000